# Ovillers-la-Boisselle
Ovillers-la-Boisselle là một thị trấn ở tỉnh Somme trong vùng Hauts-de-France, Pháp.

## Địa lý
Thị trấn này tọa lạc trên đường D929, khoảng 22 dặm Anh về phía đông bắc của Amiens.

## Dân số
| 1962                                                         | 1968 | 1975 | 1982 | 1990 | 1999 |
| ------------------------------------------------------------ | ---- | ---- | ---- | ---- | ---- |
| 312                                                          | 333  | 336  | 390  | 392  | 371  |
| Số liệu điều tra dân số từ năm 1962, dân số không tính trùng |      |      |      |      |      |